# Herbert Duschanek
Herbert Duschanek war ein österreichischer Tischtennis-Nationalspieler, der in den 1960er Jahren zu den besten Spielern Österreichs gehörte.

## Werdegang
Herbert Duschanek spielte Mitte der 1960er Jahre beim Verein NÖ Energie Wien. Bei den nationalen österreichischen Meisterschaften wurde er 1963 Zweiter im Einzel, ein Jahr später gewann er den Titel. Zudem siegte er 1966 im Doppel mit Günter Heine. In der österreichischen Rangliste wurde er 1965 auf Platz zwei geführt.
1966 nahm er an der Europameisterschaft teil, kam dabei jedoch nicht in die Nähe von Medaillenrängen.